# 鄭維志
鄭維志，GBS，OBE，JP（1948年6月15日—），香港商人，鄭翼雄家族成員，現任永泰地產有限公司及永泰製衣國際有限公司主席，南聯地產控股有限公司（萬科置業（海外）有限公司）前主席。2001年至2003年曾任香港總商會主席。1985年獲任為太平紳士。1992年獲頒大英帝國官佐勳章。2004年獲金紫荊星章。

## 學歷
- 聖母院大學工商管理學士學位
- 哥倫比亞大學工商管理碩士學位

## 董事職務
- 星展銀行(中國)非執行董事
- 建滔化工集團非執行董事
- 新創建集團有限公司非執行董事
- 新世界中國地產有限公司非執行董事[2]

## 馬主生涯
鄭維志在1976年加入香港賽馬會，2000年成為香港賽馬會遴選會員，2002年獲選為香港賽馬會董事；他和鄭維健、鄭維新兄弟亦是馬主，名下馬匹包括錦上添花（鄭維健名下）、美好假日、開心假日、榮耀假日、精彩假日（鄭維志、鄭維新名下）。